# Friedrich Knoll (Komponist)
Johann Philipp Friedrich Knoll (* 13. September 1825 in Karlsbad; † 25. Juli 1894 ebenda) war ein böhmischer Kaufmann, Komponist, Pianist und Chorleiter.

## Leben
Er war der Sohn des Karlsbader Bürgers und Kaufmanns Johann Karl Knoll und der Anna geborene Fischer. Mit seinem Vater gab es längere Auseinandersetzungen, da dieser für seinen Sohn eine kaufmännische Ausbildung wünschte, während Friedrich sich seit seiner Kindheit zur Musik hingezogen fühlte. Friedrich folgte letztendlich dem Wunsch seines Vaters, gab aber die Musik nicht auf. Er lernte Klavier spielen und gab im Alter von achtzehn Jahren erstmals in der Öffentlichkeit ein Konzert auf einer Benefiz-Veranstaltung zur Errichtung eines Denkmals für David Becher. 1843 war er Mitgründer des Karlsbader Musikvereins.
Ab 1857 pachtete er gemeinsam mit Heinrich Mattoni von der Stadt Karlsbad für 10 Jahre die Versendung des städtischen Mineralwassers Mattoni und erreichte durch ein weitverzweigtes Niederlagensystem bald reißenden Absatz. Bereits 1867 hatte er gemeinsam mit Mattoni die Versendung des Heilwassers aus der Otto-Quelle im benachbarten Gießhübl-Puchstein gepachtet. 1868 fingen beide an, das Wasser in Glasflaschen zu füllen, bis dato waren eher Tonbehälter üblich. Nachdem Mattoni 1873 den Ort Gießhübl-Puchstein kaufte, zog sich Knoll aus dem Unternehmen zurück und widmete sich voll der Musik.
1859 rief er gemeinsam mit dem Direktor der Karlsbader Gewerbeschule erfolgreich zur Gründung des „Männerchors des Karlsbader Musikvereines“ auf.
Knoll wurde Kirchenvorsteher, spielte Orgel und begann auch zu komponieren.
Am 7. Oktober 1856 heiratete er in der Dekanalkirche in Karlsbad Juliana Maria geborene Hofmann.
Nachdem 1861 der Karlsbader Männergesangverein gegründet worden war, wurde Knoll dessen Vorsitzender und komponierte neben Chorliedern auch mindestens eine Oper und eine Operette. Ein Teil seiner Kompositionen blieben ungedruckt und gingen nach seinem Tod verloren.
Er starb am 25. Juli 1894 in seinem Wohnhaus Ortsl.-Nr. 24 in Karlsbad und wurde zwei Tage später beigesetzt.

## Werke (Auswahl)
- Liebe am See, Oper
- Fräulein Frau, Operette
- Kirmeß, Ouvertüre
- Drei Messen, 1867/1870[5]
- Viderunt omnes, pastorales Graduale
- Ave maris stella für Alt, Männerchor und Orchester
- Der Frühling, 1861
- Festgruß („Willkommen, hoch willkommen, ihr Männer allesamt“) für Männerchor, Text von W. E. Klier, 1862[6]
- Mein Leben, Männerchor mit Baritonsolo, 1863[7]
- Deutschlands Erhebung, Chor mit Blasorchester, Text von Theodor Körner, 1863[8]
- Kantate zur Errichtung der König-Otto-Höhe, 1852[9][10]